# Småbrukarpartiet
Småbrukarpartiet (finska: Pienviljelijäin puolue) var ett finländskt vänsterorienterat agrarparti.
Småbrukarpartiet bildades inför riksdagsvalet 1929, då det ställde upp kandidater i alla finländska valkretsar. År 1936 gick partiet samman med Folkpartiet och en av de så kallade kristidsrörelserna, varvid Pienviljelijäin ja maalaiskansan puolue uppstod. Partiets hårdnackade kritik av förhållandena i samhället fick myndigheterna att vara på sin vakt, och under fortsättningskriget anhölls partiledaren Eino Yliruusi (1899–1974), men inga bevis för att kommunisterna hade finansierat det indragna partiorganet eller att han själv hade varit sovjetspion kunde framläggas. En annan förgrundsfigurer inom Småbrukarpartiet var jordbrukaren Yrjö Kesti (1885–1960) från Muhos, som var riksdagsman 1930–1936. 
Småbrukarpartiet hade sitt starkaste väljarunderstöd på norra Österbottens landsbygd. Det var representerat i riksdagen under hela 1930-talet; som mest hade partiet tre riksdagsmän (1933–1936), medan röstandelen varierade mellan 1,8% (1930) och 3,4% (1933). Det ställde sista gången upp i valet 1951, då det erhöll 1,2% av rösterna (men inget mandat). Partiets verksamhet avstannade helt 1958, året innan Finlands landsbygdsparti gjorde sin entré på den politiska arenan.